# منچستر سنتر (ورمانت)
منچستر سنتر (به انگلیسی: Manchester Center) یک منطقهٔ مسکونی در ایالات متحده آمریکا است که در شهرستان بنینگتن، ورمانت واقع شده‌است. منچستر سنتر ۱۱٫۷۴ کیلومتر مربع مساحت و ۲٬۱۲۰ نفر جمعیت دارد و ۲۲۷ متر بالاتر از سطح دریا واقع شده‌است.